# 宙犬トッピ
『宙犬トッピ』（ちゅうけんトッピ）は、藤子不二雄（のちの藤子・F・不二雄）による日本の漫画作品。小学館の『別冊コロコロコミック』（以下、『別コロ』と略）において、1984年1月号から同年6月号まで連載された。
藤子不二雄の１人、藤本弘の単独執筆作。

## 概要
『宙ポコ』に次ぐ『別コロ』月刊化記念作第2弾として開始された作品。わずか3か月で終了となった『宙ポコ』に代わる目玉として連載が開始された。『宙ポコ』や『月刊コロコロコミック』月刊化第1号記念作品『ミラ・クル・1』と同様、藤子の代表作である『ドラえもん』と同じか、それ以上のキャラクターを目指すという前向きな姿勢で生み出された作品である。
本作の主人公のコー作は「自分で解決する」という点を強く意識して描かれており、『キテレツ大百科』と同様に主人公が工作によって不思議な道具を自らの手で作るスタイルがとられている（トッピはあくまでも不思議な道具の設計図を託すだけである）。また、読者対象も従来よりもやや高めの年齢層を意識しており、主人公の年齢を引き上げて中学生に設定することで、思春期の複雑な心情が描かれている。
しかし長期連載には至らず、『宙ポコ』より3か月長いだけの半年（全6回）で連載終了となった。『宙ポコ』の最終回では日常エピソードが描かれた（正確には日常エピソードが始まった途端に連載終了となった）が、『宙犬トッピ』の最終回ではコー作とトッピの別れが描かれている。
1989年（平成元年）11月10日に中央公論社の中公コミックス・藤子不二雄ランド『宙犬トッピ』として単行本が刊行された（絶版。『きゃぷてんボン』が同時収録）。2010年には小学館の藤子・F・不二雄大全集『ミラ・クル・1/宙ポコ/宙犬トッピ』が刊行された。ともに全6話が収録されている。

## あらすじ
宇宙の犬・トッピは家の事情で飼い主に地球に捨てられ、ひょんなことから地球の少年・コー作と出会い、意気投合。名前通りに工作の大好きなコー作は、トッピが教える宇宙の道具を自分で作って互いの友情を深めながら、日常の中でどんどん夢を叶えていく。

## 登場人物
卓見コー作
主人公。藤子キャラには珍しい秀才タイプで、自分でラジコンのエンジンを設計、製作まで行えるほど。ふとしたことで出会ったトッピから様々な宇宙の道具を教えられる。なお、非常に高度な道具類であるにも拘らず、それらが全て地球上の身近な物質のみかつ短時間で製作可能であった。いざ作り出すと一晩中でも物置改造の工作室にこもってしまい、母の悩みの種となっている。『キテレツ大百科』の木手英一と容姿、性格ともにそっくりである。
トッピ
どこかの科学の発展した星に住む犬。知能が高く、言葉を話せるほか、かなり高度な理科知識を持ち合わせる。彼の尻尾を掴むと掴んだ者に自分の浮かべたイメージを伝えることができる。毛皮の中にかなり大きなものを隠して置ける。地球での好物は筍や松茸と言った少々値の張る植物性繊維質のものを好むようだ。犬だが、ドッグフードはあまり好きではない。絵はへたくそ。
青山みどり
コー作のガールフレンド。幼い頃はよく2人で一緒に遊んでいた。今でもたまにデートをする仲。しかし、工作に夢中になると周りが見えないコー作にやきもきすることも。
カバ口
名前の通りカバのごとく口の大きないじめっ子。しかし、コー作の作った道具で一杯食わされることが多い。
ネズミ
カバ口とつるんでいる眼鏡の少年。トッピの道具を使って金儲けを企むが、失敗する。
コー作の母
犬はあまり好きではないが、物置にこもりっきりのコー作のためにトッピを飼うことにする。機嫌が悪い時にはトッピにドッグフードを出す。後にアニメの『キテレツ大百科』に登場するブタゴリラの母に瓜二つの容姿。
コー作の父
母に比べ登場回数は少ない。人が良すぎるため、友人の借金の保証人になり、危うく新築の家を手放しそうになる。

## 登場する道具
重力コントローラー
2枚のチップにより反重力を発生させ、空を飛ぶことができる。当初は調節をダイヤル式のベルトで行ったが、微調整が難しいため、マジックテープ接着のジョイスティック式に改造された。最終回まで登場した、最も活躍した道具。
人工ダイヤモンド
角砂糖から作るダイヤ。本物の宝石とも遜色なく、宝石店では5000万円の値が付けられた。
ベツジンボディーマスク
手軽に変装を行うためのスーツ。大男から恐竜にまで頭に浮かべたイメージどおりの姿に変身できる。
タイムグラススコープ
24時間以内の未来を見られるテレビ。超高品質のグラスファイバーと受像機をあわせて使用。グラスファイバーはどんなに伸ばしても切れない上、屋根でも地面でもぴったりと貼りつく性質がある。
タイム手帳
手帳型タイムマシン。手帳と言うより日めくりに近い形をしている。これをペラペラとめくるとその分ページが時間と共振し、過去や未来に行くことができる。
散歩首輪
トッピの星で飼い主が散歩をサボった時に強制的に散歩をさせる道具。しかし、強制力は低く、簡単に取り外し可能なようであり、ただの首輪とあまり変わらない。
晴れ雲
小型の天候コントロール装置。特定の人物や場所をロックしておけば、その場所の気象を自由に操ることも可能。トッピが最後にコー作に教えた道具。